# Osiglia
Osiglia (ligur nyelven Oseria, Osìlia vagy Ozéia) település Olaszországban, Liguria régióban, Savona megyében. Lakosainak száma 430 fő (2023. január 1.). Osiglia Bormida, Calizzano, Millesimo, Pallare, Rialto, Magliolo és Murialdo községekkel határos.

## Népesség
A település lakossága az elmúlt években az alábbi módon változott:
| Lakosok száma | 450  | 464  | 430  |
|               | 2017 | 2018 | 2023 |